# Lake Banook
Lake Banook är en sjö i Kanada.   Den ligger i provinsen Nova Scotia, i den sydöstra delen av landet, 1 000 km öster om huvudstaden Ottawa. Lake Banook ligger 19 meter över havet. Arean är 1,7 kvadratkilometer. Den sträcker sig 2,8 kilometer i nord-sydlig riktning, och 1,7 kilometer i öst-västlig riktning.
Följande samhällen ligger vid Lake Banook:
- Dartmouth (101 343 invånare)

Runt Lake Banook är det i huvudsak tätbebyggt. Runt Lake Banook är det mycket tätbefolkat, med 1 056 invånare per kvadratkilometer.